# Pierced from Within
Pierced from Within treći je studijski album američkog death metal-sastava Suffocation. Diskografska kuća Roadrunner Records objavila ga je 1. svibnja 1995.

## O albumu
Pjesma "Synthetically Revived" se pojavila na Human Waste, a "Breeding the Spawn" je ponovno snimljena verzija naslovne pjesme s prethodnog albuma sastava.
Prije albuma Pinnacle of Bedlam iz 2013., ovo je bio jedini studijski Suffocationov album na kojem nije bio bubnjar Mike Smith. Posljednji je album skupine s gitaristom Dougom Cerritom i basistom Chrisom Richardsom i jedini s bubnjarom Dougom Bohnom.
Gitarist Terrance Hobbs naveo je Pierced from Within kao svoj najdraži album Suffocation. S duljinom od 45 minuta i 26 sekundi, Pierced from Within najduži je album sastava dosad.

## Popis pjesama
Tekstovi i glazba: Suffocation, osim gdje je navedeno drugačije. 
| 1.    | »Pierced from Within«      |                                          | 4:26 |
| 2.    | »Thrones of Blood«         |                                          | 5:15 |
| 3.    | »Depths of Depravity«      |                                          | 5:33 |
| 4.    | »Suspended in Tribulation« |                                          | 6:31 |
| 5.    | »Torn into Enthrallment«   | Doug Cerrito, Lee Harrison, Frank Mullen | 5:26 |
| 6.    | »The Invoking«             |                                          | 4:37 |
| 7.    | »Synthetically Revived«    |                                          | 3:53 |
| 8.    | »Brood of Hatred«          |                                          | 4:36 |
| 9.    | »Breeding the Spawn«       |                                          | 5:09 |
| 45:26 |                            |                                          |      |

## Osoblje
| Suffocation - Frank Mullen – vokal - Terrance Hobbs – gitara - Doug Cerrito – gitara, logotip sastava - Chris Richards – bas-gitara - Doug Bohn – bubnjevi | Ostalo osoblje - Modino Graphics – umjetnički smjer - Eddie Malluk – fotografije - Steve Heritage – asistent inženjera zvuka - Dave Wehner – asistent inženjera zvuka - Mike Fuller – mastering - Hiro Takahashi – naslovnica albuma - Scott Burns – produkcija, inženjer zvuka, miks |